# 12 Librae
12 Librae är en orange jätte i stjärnbilden Vågen.
12 Librae har visuell magnitud +5,27 och är synlig för blotta ögat vid normal seeing. Den befinner sig på ett avstånd av ungefär 415 ljusår.